# Pseudoligostigma
Pseudoligostigma là một chi bướm đêm thuộc họ Crambidae.

## Species
- Pseudoligostigma argyractalis
- Pseudoligostigma boliviensis Munroe, 1964
- Pseudoligostigma enalassalis
- Pseudoligostigma enantialis
- Pseudoligostigma enareralis
- Pseudoligostigma heptopalis
- Pseudoligostigma incisa Strand, 1920
- Pseudoligostigma odulphalis (Schaus, 1924)
- Pseudoligostigma phaeomeralis
- Pseudoligostigma punctissimalis